# اکی‌والان
اکی‌والان یا هم‌ارز (به انگلیسی: Equivalent)  به مقداری از یک ماده که لازم است تا با مقدار مشخصی از یک ماده دیگر وارد فعل و انفعال شیمیایی شود گویند. این در واقع نوعی یکای اندازه گیری قدیمی است که در شیمی و زیست شناسی قبل از دورانی که دانشمندان طریقه تعریف فرمول شیمیایی برای یک ترکیب را بدانند مورد استفاده قرار می گرفت.
در تعریفی رسمی‌تر مقدار مورد نیاز از یک ماده برای یکی از دو کار زیر است:
- با یک مول یون هیدروژن (+H) در واکنش اسید و باز واکنش نشان دهد یا آن را تأمین کند.
- با یک مول الکترون در واکنش اکسایش کاهش واکنش نشان دهد یا آن را تأمین کند.

با توجه به این تعریف اکی‌والان برابر است با تعداد مول‌های یک یون در یک محلول ضرب در مقدار مطلق بار آن. برای نمونه یک مول +Na برابر یک اکی‌والان و یک مول +Ca2 برابر دو اکی‌والان است. هر مقدار از یون‌های تک‌ظرفیتی، برابر همان مقدار اکی‌والان می‌دهند؛ درحالی‌که همان مقدار یون دوظرفیتی به میزان دو برابر اکی‌والان می‌دهد.
تعیین وزن اکی والانی یک ماده برای تهیه محلول با غلظت نرمال از آن ترکیب ضروری است. وزن اکی والان یک ماده بستگی به واکنشی دارد که ماده در آن شرکت کرده است. پس تعریف وزن اکی والانی برای یک ماده همواره مبتنی بر چگونگی رفتار آن ماده در واکنش شیمیایی ویژه است. چنانچه نوع واکنش دقیقاً مشخص نباشد ارزیابی وزن اکی والانی غیر ممکن خواهد بود و بدون در اختیار داشتن این اطلاعات نمی‌توان غلظت محلولی را بر حسب نرمالیته بیان کرد. با توجه به نوع واکنشی که یک ماده می‌تواند در آن شرکت کند می‌توان وزن اکی والان آن را تعیین کرد.
اکی‌والان را (اختصاری eq) نشان می‌دهند. باتوجه به اینکه در مقیاس آزمایشگاهی، مقادیر مورد استفاده از مواد قابل‌توجه نیست، استفاده از میلی اکی‌والان (اختصاری mEq) که یک‌هزارم یک اکی‌والان به‌شمار می‌رود، مرسوم‌تر است. برای حلال‌ها بیشتر از واحد میلی‌اکی‌والان بر لیتر حلال (یا به عبارتی میلی‌نرمال برای تک‌ظرفیتی‌ها) استفاده می‌گردد. استفاده از میلی‌اکی‌والان بر لیتر در اندازه‌گیری ترکیبات سیال زیستی (نظیر مقدار پتاسیم مجاز در خون انسان که مابین ۳٫۵ تا ۵ میلی‌اکی‌والان بر لیتر تعریف می‌شود) معمول‌تر است.
تعریف اکی والان اوز گرم: تعداد اوزهای یک گرم از محلول را اکی والان اوز بر واحد گرم آن محلول گویند.

## یکای سیستم بین‌المللی
اکی‌والان برای تبدیل شدن به کولن که یکای بار الکتریکی در دستگاه بین‌المللی یکاها است باید در ثابت فارادی ضرب شود.

## ماهیت در شیمی
اکی‌والان یک ماده، برابر با مقدار مول آن ماده ضرب در ظرفیت آن ماده است.
جرم یک اکی‌والان از ماده، وزن اکی‌والانی خوانده می‌شود.